# Доценко Сергій Олександрович
Доце́нко Сергі́й Олекса́ндрович (нар. 7 вересня 1947, м. Караганда, Казахська РСР, СРСР — пом. 6 лютого 2006, м. Ташкент, Узбекистан) — колишній радянський футболіст, що виступав на позиції захисника. Найбільше відомий завдяки виступам у складі ташкентського «Пахтакора», київського «Динамо» та олімпійської збірної СРСР. Після завершення кар'єри футболіста тренував цілу низку узбецьких та українських клубів. Чемпіон Європи серед юнаків (1966). Майстер спорту (1966).

## Клубна кар'єра
Сергій Доценко — вихованець узбецького футболу. Першим тренером Доценка був Вадим Сапожніков. Певний час грав за юнацьку команду «Динамо» (Ташкент), а 1962–1964 роки провів у групі підготовки «Пахтакора». У кінці 1964 року почав залучатися до ігор дублюючого складу ташкентців. Проте першу гру у команді майстрів Доценко провів, захищаючи кольори команди «Політвідділ», що базувалася у Ташкентській області.
У 1966 році Сергій Доценко повернувся до «Пахтакора», але у осноному складі провів лише одну гру. У тому ж році у складі юнацької збірної СРСР став переможцем Чемпіонату Європи у Югославії. Це була перша в історії перемога юнацької збірної країни у турнірах під егідою УЄФА. У 1967 році «Пахтакор» очолив відомий тренер Борис Аркадьєв, який почав сміливо залучати до ігор молодих гравців, серед яких був і Доценко, що став стабільним гравцем основного складу. У наступному році Сергій у складі своєї команди, яку очолював вже Євген Єлісєєв, став фіналістом Кубка СРСР, поступившись у фіналі лише московському «Торпедо».
У 1971 році Доценко перейшов до складу київського «Динамо». Головний тренер киян Олександр Севідов одразу ж довірив новачку місце на правому фланзі захисту, де він дебютував 8 квітня у матчі проти «Нефтчі». Динамівці завершили сезон перемогою, а Сергій, відігравши 29 поєдинків з 30, заслужено отримав золоту медаль, ставши єдиним вихованцем узбецького футболу, що ставав чемпіоном СРСР.
У вересні 1971 року Сергій отримав виклик до олімпійської збірної СРСР, що саме готувалася до відбіркових матчів. У її складі Доценко взяв участь у організованомух Спорткомітетом СРСР неофіційному міжнародному турнірі, який проходив у Києві. А вже 6 жовтня дебютував за збірну у офіційному товариському матчі проти команди з ФРН (1:1). Тиждень потому Сергій Доценко вдягнув форму збірної ще раз, взявши участь у відбірковому матчі Олімпіади проти збірної Австрії у Львові.
У 1972 році динамівці стали срібними призерами чемпіонату та стартували у розіграші Кубка Європейських чемпіонів, де Доценко дебютував 13 вересня 1972 року у гостьовому матчі проти «Сваровськи-Ваккер», який закінчився перемогою киян з рахунком 1:0. Загалом у європейських кубках Сергій провів 9 поєдинків (у Кубку європейських чемпіонів — 5 ігор, у Кубку УЄФА — 4 гри).
Сезон 1973 року «Динамо» знову завершило на другому місці в турнірній таблиці, а у розіграші Кубка СРСР дійшло до фіналу, у якому Доценко участі не брав (кияни поступилися єреванському «Арарату» з рахунком 1:2). Вже наступного дня колегія Спорткомітета України звільнила з посади Олександра Севідова і команду очолив новий керманич — Валерій Лобановський, котрий не зміг знайти Сергію місця у основному складі.
У березні 1974 року Доценко залишив київський клуб та перебрався до одеського «Чорноморця», проте через травми у новому клубі так і не заграв. Повернувшись до Ташкента, зіграв 13 матчів за «Пахтакор» у сезоні 1976 та вирішив завершити ігрову кар'єру.

## Кар'єра тренера
Повісивши буци на цвях, Сергій Олександрович протягом шести років тренував команду другої ліги «Хорезм». У 1983 році працював у тренерському штабі «Пахтакора», після чого, з 1984 року очолював цілу низку команд другої ліги Узбекистана. У 1987 році повернувся до «Пахтакора», обійнявши посаду начальника команди. На новому місці роботи працював до близько двох років та отримав підвищення, ставши головою ради клубу. У 1990 році Доценко очолив футбольний клуб «Согдіана», проте залишив його вже в середині року, повернувшись до «Пахтакора», де він увійшов до складу тренерського штабу.
Після розпаду СРСР переїжджає жити до України та очолює полтавську «Ворсклу» у 1992 році. Далі, транзитом через шепетівський «Темп», Доценко опиняється у Харкові, де його було призначено керманичем «Металіста». З 1993 по 1995 рік обіймає посаду відповідального секретаря федерації міні-футболу України, а з вересня 1994 суміщає ці обов'язки з роботою на посту головного тренера сумського клуба СБТС. У 1995 році стає президентом оновленого клуба з Сум.
У 1996 році Доценко повертається до Узбекистана, де тренує клуб «Динамо» (Самарканд). У 2000–2003 роках очолює створений ним же клуб ДАС (Чагатай). У 2003–2004 роках — віце-президент клубу «Трактор» з Ташкента. Останньою командою у кар'єрі Сергій Олександровича став гузарський «Шуртан».
6 лютого 2006 року Сергій Олександрович Доценко помер у Ташкенті на 59-му році життя. Похований на Боткінському кладовищі.

## Досягнення
Командні трофеї
 Юнацька збірна СРСР
- Чемпіон Європи серед юнаків (1): 1966

 Пахтакор (Ташкент)
- Фіналіст Кубка СРСР (1): 1968

 Динамо (Київ)
- Чемпіон СРСР (1): 1971
- Срібний призер чемпіонату СРСР (2): 1972, 1973
- Фіналіст Кубка СРСР (1): 1973

Особисті здобутки
- Майстер спорту СРСР (1966)
- У списках «33 найкращих футболістів СРСР» (1): № 2 (1972)
- У списках «33 найкращих футболістів Української РСР» (3): № 1 (1971), № 2 (1972), № 3 (1973)